# ماثيو كوركوران
ماثيو كوركوران (بالإنجليزية: Matthew Corcoran)‏ هو لاعب كرة قدم أمريكي، ولد في 17 فبراير 2006 في تكساس في الولايات المتحدة.